# Manganui o te Ao (rivière)
La rivière Manganui o te Ao River (en anglais : Manganui o te Ao River) est un cours d’eau du centre de l’Île du Nord  de la Nouvelle-Zélande.

## Géographie
Cette rivière, Manganui o te Ao, prend sa source à partir de nombreux torrents et petites rivières, qui s’écoulent des pentes ouest du Mont Ruapehu, bien que le cours principal de la rivière s’écoule de façon prédominante vers le sud-ouest à travers un pays de collines accidentées pour rencontrer le fleuve Whanganui à 10 km au nord de Pipiriki, à l’angle du Parc national de Whanganui.